# Pacifische parelduiker
De Pacifische parelduiker (Gavia pacifica) is een vogel uit de familie van de duikers (Gaviidae). Het is een zogenaamde zustersoort van de parelduiker, die vroeger als in Noord-Amerika voorkomende ondersoort werd beschouwd.

## Kenmerken
De vogels worden ongeveer 58 tot 74 cm lang hebben een vleugelspanwijdte van 110 tot 128 cm. Hij lijkt sterk op de parelduiker, alleen de witte vlek op de flank ontbreekt.

## Leefwijze
De Pacifische parelduiker is, net als de andere duikers een viseter.

## Verspreiding en leefgebied
Hij leeft in de buurt van diepe meren in de toendra in Alaska, het noorden van Canada en Rusland.
Op 3 januari 2025 werd de vogel ontdekt bij de Oosterscheldekering, nadat eerder de vogel gezien was in Zwitserland.

## Status
De grootte van de populatie is in 2006 geschat op 0,9-1,6 miljoen vogels. Op de Rode lijst van de IUCN heeft deze soort de status niet bedreigd.